# Арсенид ниобия
Арсенид ниобия — бинарное неорганическое соединение 
ниобия и мышьяка
с формулой NbAs,
кристаллы,
не растворимые в воде.

## Получение
- Спекание стехиометрических количеств порошкообразного ниобия и мышьяка:

{\displaystyle {\mathsf {Nb+As\ {\xrightarrow {1200^{o}C}}\ NbAs}}}

## Физические свойства
Арсенид ниобия образует тёмно-серые кристаллы
ромбической сингонии,
пространственная группа I 41md,
параметры ячейки a = 0,34517 нм, c = 1,1680 нм, Z = 4

.
Не растворяется в воде.